# Tretioscincus agilis
Tretioscincus agilis är en ödleart som beskrevs av  Alexander Grant Ruthven 1916. Tretioscincus agilis ingår i släktet Tretioscincus och familjen Gymnophthalmidae. Inga underarter finns listade i Catalogue of Life.